# Умышев, Абильжан Умышевич
Абильжан Умышевич Умышев (каз. Әбілжан Умышұлы Умышев; 2 мая 1912 — 9 декабря 1989) — Герой Социалистического Труда (1957). Член КПСС с 1940 года.

## Биография
Родился 2 мая 1912 года в ауле № 4 Кокчетавского уезда Акмолинской области (ныне — село Жумысшы, Айыртауский район, Северо-Казахстанская область) в бедной крестьянской семье. Происходит из рода уак.
Окончил семилетнюю школу. Трудовую деятельность начал учителем в 1928 году.
С 1933 года — учитель техникума в селе Зеренда.
В 1937 году окончил Акмолинскую высшую коммунистическую сельскохозяйственную школу.
В 1941—1943 гг. — начальник Айыртауского райземотдела.
В 1944—1947 гг. — секретарь по кадрам Кокчетавского райкома партии.
В 1947—1948 гг. — начальник Айыртауского райсельхозотдела.
С 1948 года — директор Граческой МТС в селе Казанка Айыртауского района.
С 1955 года — председатель Чистопольского райисполкома в Кокчетавской области.
В 1961—1962 гг. — начальник конторы снабжения Кокчетавского треста № 17.
В 1962—1984 гг. — директор Володарской нефтебазы.
С 1984 года — персональный пенсионер. Жил в селе Красный Яр, которое входит в состав городской администрации Кокшетау.
Скончался 9 декабря 1989 года. Похоронен на мусульманском кладбище села Красный Яр.

## Награды
- Герой Социалистического Труда — указом Президиума Верховного Совета СССР от 11 января 1957 года
- Орден Ленина